# Falling into Infinity
《Falling into Infinity》는 미국 프로그레시브 메탈밴드 드림 시어터의 1997년 발매된 4번째 정규앨범이다. 데렉 쉐레니언과 함께한 유일한 정규앨범이다. 비평가와 팬 양쪽으로부터 그리 좋은 평가를 얻지 못했다. 또한 라브리에의 음역대가 이전 앨범에 비해 상당히 낮아진 것도 특징 중 하나이다.

## 역사
Awake앨범이 상당한 성과를 거두었지만, 밴드는 다음 앨범 녹음을 기분좋게 진행할 수 없었다. 레이블은 밴드에게 좀 더 상업적인 곡을 쓰라며 압력을 넣었고 이는 밴드를 매우 당황스럽게 하였다. 앨범은 원래 140분 길이의 더블 앨범으로 제작되었지만, 레이블은 이를 거부하고 단일 CD로 발매했다. 게다가 데스몬드 차일드를 밴드에 고용하여 'You Or Me' 트랙을 다시 작업하도록 하였다. 재녹음되면서 'You Not Me'로 바뀐 이 곡은 원곡에 비해 가사와 코러스가 변형되었고, 기타솔로가 줄어들었다. 그러나 'You Or Me'의 음악적 특색은 비-사이드곡인 'Raise The Knife'로 계승되었다. 이 곡의 후반부 키보드 멜로디에서 그러한 연관성을 찾아볼 수 있다.
레이블과의 불화 때문에, Falling Into Infinity앨범은 전통적인 프로듀서 방식으로 작업한 마지막 앨범이 되었다. 이후의 앨범들은 마이크 포트노이와 존 페트루치가 짝을 이뤄 직접 프로듀싱을 맡게 된다. 또한 이 앨범은 'When Dream and Day Unite'앨범과 더불어 부클릿에 밴드 고유의 폰트 로고를 쓰지 않은 앨범이다. 

## 평가
'Falling Into Infinity'앨범은 팬과 평론가들로부터 엇갈린 반응을 얻었다. 올뮤직의 제레미 울리(영어: Jeremy Ulrey)는 단순해진 앨범 믹싱과 늘어진 어프로치 등의 요소가 결과적으로 완성도에 좋지 않은 영향을 끼쳤다며 '실망스럽다'는 평가를 내렸다. 반면 이름있는 프로그레시브 락//메탈 전문 리뷰 사이트 'Sea Of Tranquility'의 뮤랏 밧마즈(영어: Murat Batmaz)는 '드림 시어터의 좋지 못한 시기'라고 평하면서도 팬들의 앨범에 대한 압도적인 부정적 반응에 대해선 동의하지 않았다.

## 곡 목록
전체 작곡: 드림 시어터
| #             | 제목                                                                                 | 작사                         | 재생 시간 |
| ------------- | ------------------------------------------------------------------------------------ | ---------------------------- | --------- |
| 1.            | 〈New Millenium〉                                                                    | 마이크 포트노이              | 8:20      |
| 2.            | 〈You Not Me〉                                                                       | 존 페트루치, 데스몬드 차일드 | 4:58      |
| 3.            | 〈Peruvian Skies〉                                                                   | 존 페트루치                  | 6:43      |
| 4.            | 〈Hollow Years〉                                                                     | 존 페트루치                  | 5:53      |
| 5.            | 〈Burning My Soul〉                                                                  | 마이크 포트노이              | 5:29      |
| 6.            | 〈Hell's Kitchen〉                                                                   |                              | 4:16      |
| 7.            | 〈Lines In The Sand〉                                                                | 존 페트루치                  | 12:05     |
| 8.            | 〈Take Away My Pain〉                                                                | 존 페트루치                  | 6:03      |
| 9.            | 〈Just Let Me Breathe〉                                                              | 마이크 포트노이              | 5:28      |
| 10.           | 〈Anna Lee〉                                                                         | 제임스 라브리에              | 5:51      |
| 11.           | 〈Trial Of Tears - I. "It's Raining" - II. "Deep in Heaven" - III. "The Wasteland"〉 | 존 명                        | 13:07     |
| 총 재생 시간: | 총 재생 시간:                                                                        | 총 재생 시간:                | 78:12     |

## 구성원
- 제임스 라브리에 : 보컬
- 마이크 포트노이 : 드럼, 백킹 보컬
- 존 명 : 베이스, 챕맨 스틱
- 존 페트루치 : 기타, 백킹 보컬
- 데렉 쉐레니언 : 키보드, 백킹 보컬

### 게스트
- 덕 피닉 : 'Lines In The Sand'의 백킹 보컬

## 차트 성적
빌보드 200:
- 'Falling into Infinity' - 52위

영국 앨범 차트:
- 'Falling into Infinity' - 163위

빌보드 메인스트림 락 싱글 차트:
- 'Burning My Soul' - 33위
- 'You Not Me' - 40위